# اسلبورن
اسلبورن (به آلمانی: Esselborn) یک شهر در آلمان است که در آلزی-ورمز واقع شده‌است. اسلبورن ۳۴۳ نفر جمعیت دارد.

## خواهرخوانده
شهر Friedrichswalde خواهرخواندهٔ اسلبورن هست.